# Teorema da extensão de Kolmogorov
Em matemática, o teorema da extensão de Kolmogorov (também conhecido como teorema da existência de Kolmogorov ou teorema da consistência de Kolmogorov) é um teorema que garante que uma coleção adequadamente "consistente" de distribuições de dimensões finitas definirá um processo estocástico. Recebe este nome em homenagem ao matemático russo Andrei Kolmogorov.

## Afirmação
Considere que {\displaystyle T} denota algum intervalo (pensado como "tempo") e que {\displaystyle n\in \mathbb {N} }. Para cada {\displaystyle k\in \mathbb {N} } e uma sequência finita de tempos distintos {\displaystyle t_{1},...,t_{k}\in T}, considere {\displaystyle v_{t_{1}...t_{k}}}a medida de probabilidade em {\displaystyle (\mathbb {R} ^{n})^{k}}. Suponha que estas medidas satisfaçam duas condições de consistência:
1. Para todas as permutações {\displaystyle \pi } de {\displaystyle \{1,...,k\}} e conjuntos mensuráveis {\displaystyle F_{i}\subseteq \mathbb {R} ^{n}},
{\displaystyle \nu _{t_{\pi (1)}\dots t_{\pi (k)}}\left(F_{\pi (1)}\times \dots \times F_{\pi (k)}\right)=\nu _{t_{1}\dots t_{k}}\left(F_{1}\times \dots \times F_{k}\right);}
2. Para todos os conjuntos mensuráveis {\displaystyle F_{i}\subseteq \mathbb {R} ^{n}}, {\displaystyle m\in \mathbb {N} }
{\displaystyle \nu _{t_{1}\dots t_{k}}\left(F_{1}\times \dots \times F_{k}\right)=\nu _{t_{1}\dots t_{k}t_{k+1},\dots ,t_{k+m}}\left(F_{1}\times \dots \times F_{k}\times \underbrace {\mathbb {R} ^{n}\times \dots \times \mathbb {R} ^{n}} _{m}\right).}
Então, há um espaço de probabilidade {\displaystyle (\Omega ,{\mathcal {F}},\mathbb {P} )} e um processo estocástico {\displaystyle X:T\times \Omega \rightarrow \mathbb {R} ^{n}}, tal que
{\displaystyle \nu _{t_{1}\dots t_{k}}\left(F_{1}\times \dots \times F_{k}\right)=\mathbb {P} \left(X_{t_{1}}\in F_{1},\dots ,X_{t_{k}}\in F_{k}\right)}
para todo {\displaystyle t_{i}\in T}, todo {\displaystyle k\in \mathbb {N} } e para os conjuntos mensuráveis {\displaystyle F_{i}\subseteq \mathbb {R} ^{n}}, isto é, {\displaystyle X} tem {\displaystyle v_{t_{1}...t_{k}}} como suas distribuições de dimensões finitas relativas aos tempos {\displaystyle t_{1},...,t_{k}}.
Na verdade, é sempre possível tomar {\displaystyle \Omega =(\mathbb {R} ^{n})^{T}} como espaço de probabilidade subjacente e assumir para {\displaystyle X} o processo canônico {\displaystyle X:(t,Y)\mapsto Y_{t}}. Por isso, uma forma alternativa de afirmar o teorema da extensão de Kolmogorov é dizer que, garantida a aplicação das condições de consistência descritas acima, há uma (única) medida {\displaystyle \nu } em {\displaystyle (\mathbb {R} ^{n})^{T}} com marginais {\displaystyle \nu _{t_{1}\dots t_{k}}} para qualquer coleção finita de tempos {\displaystyle t_{1},...,t_{k}}. O teorema da extensão de Kolmogorov se aplica quando {\displaystyle T} é incontável, mas o preço a se pagar para este nível de generalidade é que a medida {\displaystyle \nu } é definida apenas na sigma-álgebra produto de {\displaystyle (\mathbb {R} ^{n})^{T}}, o que não é muito valioso.

## Explicação
As duas condições exigidas pelo teorema são trivialmente satisfeitas por qualquer processo estocástico. Por exemplo, considere um processo estocástico de valores reais e tempo discreto {\displaystyle X}. Então, a probabilidade {\displaystyle \mathbb {P} (X_{1}>0,X_{2}<0)} pode ser computada como {\displaystyle \nu _{1,2}(\mathbb {R} _{+}\times \mathbb {R} _{-})} ou como {\displaystyle \nu _{2,1}(\mathbb {R} _{-}\times \mathbb {R} _{+})}. Assim, para que as distribuições de dimensões finitas sejam consistentes, deve-se aplicar que {\displaystyle \nu _{1,2}(\mathbb {R} _{+}\times \mathbb {R} _{-})=\nu _{2,1}(\mathbb {R} _{-}\times \mathbb {R} _{+})}. A primeira condição generaliza esta afirmação óbvia a ponto dela se aplicar para qualquer número de pontos de tempo {\displaystyle t_{i}} e quaisquer conjuntos de controle {\displaystyle F_{i}}.
Continuando o exemplo, a segunda condição implica que {\displaystyle \mathbb {P} (X_{1}>0)=\mathbb {P} (X_{1}>0,X_{2}\in \mathbb {R} )}. Esta também é uma condição trivial que será satisfeita por qualquer família consistente de distribuições de dimensões finitas.

## Implicações
Já que as duas condições são trivialmente satisfeitas para qualquer processo estocástico, o poder do teorema consiste em que nenhuma outra condição é exigida. Para qualquer família razoável, isto é, consistente de distribuições de dimensões finitas, há um processo estocástico com estas distribuições.
A abordagem em teoria da medida aos processos estocásticos começa com um espaço de probabilidade e define um processo estocástico como uma família de funções neste espaço de probabilidade. Entretanto, em muitas aplicações, o ponto de partida consiste, na verdade, nas distribuições de dimensões finitas do processo estocástico. O teorema diz que, desde que as distribuições de dimensões finitas satisfaçam as exigências óbvias de consistência, sempre se poderá identificar um espaço de probabilidade que corresponda ao propósito. Em muitas situações, isto significa que não se precisa ser explícito quanto a qual é o espaço de probabilidade. Muitos textos em processos estocásticos de fato assumem um espaço de probabilidade, mas nunca afirmam explicitamente qual é.
O teorema é usado em uma das provas padrão da existência de um movimento browniano, ao especificar as distribuições de dimensões finitas como variáveis aleatórias gaussianas, satisfazendo as condições de consistência descritas acima. Como na maior parte das definições de movimento browniano se exige que os caminhos amostrais sejam quase certamente contínuos, usa-se o teorema da continuidade de Kolmogorov para construir uma modificação contínua do processo construído pelo teorema da extensão de Kolmogorov.

## Forma geral
O teorema da extensão de Kolmogorov dá condições para que uma coleção de medidas em espaços euclideanos consista em distribuições de dimensões finitas de algum processo estocástico com valores em {\displaystyle \mathbb {R} ^{n}}, mas o pressuposto de que o espaço de estados é {\displaystyle \mathbb {R} ^{n}} não é necessário. Na verdade, qualquer coleção de espaços mensuráveis junto com uma coleção de medidas regulares interiores definida nos produtos finitos destes espaços seria suficiente, desde que estas medidas satisfaçam uma certa relação de compatibilidade. A afirmação formal do teorema geral é como se segue.
Considere {\displaystyle T} um conjunto qualquer. Considere {\displaystyle \{(\Omega _{t},{\mathcal {F}}_{t})\}_{t\in T}} alguma coleção de espaços mensuráveis e, para cada {\displaystyle t\in T}, {\displaystyle \tau _{t}} uma topologia de Hausdorff em {\displaystyle \Omega _{t}}. Para cada subconjunto {\displaystyle J\subset T}, define-se
{\displaystyle \Omega _{J}:=\prod _{t\in J}\Omega _{t}}.
Para subconjuntos {\displaystyle I\subset J\subset T}, considere que {\displaystyle \pi _{I}^{J}:\Omega _{J}\to \Omega _{I}} denota o mapa da projeção canônica {\displaystyle \omega \mapsto \omega |_{I}}.
Para cada subconjunto finito {\displaystyle F\subset T}, suponha uma medida de probabilidade {\displaystyle \mu _{F}} em {\displaystyle \Omega _{F}} que é regular interior em relação à topologia produto (induzida por {\displaystyle \tau _{t}}) em {\displaystyle \Omega _{F}}. Suponha também que esta coleção {\displaystyle \{\mu _{F}\}} de medidas satisfaz a seguinte relação de compatibilidade: para subconjuntos finitos {\displaystyle F\subset G\subset T}, temos que
{\displaystyle \mu _{F}=(\pi _{F}^{G})_{*}\mu _{G}}
em que {\displaystyle (\pi _{F}^{G})_{*}\mu _{G}} denota a medida imagem de {\displaystyle \mu _{G}} induzida pelo mapa da projeção canônica {\displaystyle \pi _{F}^{G}}.
Então, há uma única medida de probabilidade {\displaystyle \mu } em {\displaystyle \Omega _{T}}, tal que {\displaystyle \mu _{F}=(\pi _{F}^{T})_{*}\mu } para todo subconjunto finito {\displaystyle F\subset T}.
Todas as medidas {\displaystyle \mu _{F},\mu } são definidas na sigma-álgebra produto nos seus respectivos espaços. A medida {\displaystyle \mu } pode algumas vezes ser estendida apropriadamente a uma sigma-álgebra maior, se houver uma estrutura adicional envolvida.
A afirmação original do teorema é apenas um caso especial deste teorema com {\displaystyle \Omega _{t}=\mathbb {R} ^{n}} para todo {\displaystyle t\in T} e {\displaystyle \mu _{\{t_{1},...,t_{k}\}}=\nu _{t_{1}...t_{k}}} para {\displaystyle t_{1},...,t_{k}\in T}. O processo estocástico seria simplemente o processo canônico {\displaystyle (\pi _{t})_{t\in T}}, definido em {\displaystyle \Omega =(\mathbb {R} ^{n})^{T}} com medida de probabilidade {\displaystyle P=\mu }. A razão pela qual a afirmação original do teorema não menciona a regularidade interior das medidas {\displaystyle \nu _{t_{1}\dots t_{k}}} é que isto se segue automaticamente, já que medidas de probabilidades de Borel em espaços poloneses são automaticamente medidas de Radon,
Este teorema tem consequências de longo alcance. Por exemplo, pode ser usado para provar a existência de:
- Do movimento browniano, isto é, do processo de Wiener;
- De uma cadeia de Markov que assume valores em um dado espaço de estados com uma dada matriz de transição;
- Produtos infinitos de espaços de probabilidade (interiores regulares).

## História
De acordo com John Aldrich, o teorema foi independentemente descoberto pelo matemático britânico Percy John Daniell em uma configuração ligeiramente diferente da teoria da integração.